# Badajoz
Die Großstadt Badajoz (spanisch; extremadurisch Badajós) ist mit ihren 150.570 Einwohnern (Stand: 2024) die Hauptstadt der Provinz Badajoz in der Autonomen Region Extremadura im Südwesten Spaniens. Badajoz ist Bischofssitz und Universitätsstadt.
Die Einwohnerinnen und Einwohner werden Pacenses genannt.

## Lage und Klima
Die Großstadt Badajoz liegt nahe der Grenze zu Portugal am Río Guadiana am Westrand des südlichen Teils der Iberischen Hochebene (meseta) in einer Höhe von ca. 180 m. Die historisch bedeutsame Stadt Mérida befindet sich ca. 65 km (Fahrtstrecke) östlich; bis nach Madrid sind es knapp 400 km in nordöstlicher Richtung. Badajoz hat ein kontinentales Mittelmeerklima, das vom Atlantik beeinflusst wird. Die Winter sind mild, Frost ist selten. Die Sommer sind sehr heiß mit hohen täglichen Temperaturschwankungen. Niederschlag fällt überwiegend im Winterhalbjahr.

## Bevölkerungsentwicklung
| Jahr      | 1857   | 1900   | 1950   | 2000    | 2019    |
| Einwohner | 22.195 | 30.899 | 79.291 | 136.135 | 150.702 |

Das hohe Bevölkerungswachstum seit der Mitte des 20. Jahrhunderts entwickelte sich infolge der zunehmenden Mechanisierung der Landwirtschaft, der Aufgabe bäuerlicher Kleinbetriebe („Höfesterben“) und dem daraus entstandenen Mangel an Arbeitsplätzen auf dem Lande (Landflucht).
Zu Badajoz gehören die Ortsteile Alcazaba, Alvarado, Balboa, Gévora, Novelda del Guadiana, Sagrajas, Valdebótoa und Villafranco del Guadiana. Guadiana del Caudillo gehörte ebenfalls zu Badajoz, ist jedoch seit dem 17. Februar 2012 eine selbstständige Gemeinde.

## Geschichte
Die Stadt wurde um 875 von dem galicischen Muslim Ibn Marwan in Rivalität zu Mérida gegründet und war unter seinen Nachfolgern Hauptstadt eines die spanische Extremadura sowie im 11. Jahrhundert auch fast ganz Portugal umfassenden Emirates unter der Herrschaft der Aftasiden (siehe auch Taifa von Badajoz). Der arabische Name der Stadt lautete بطليوس / Baṭalyaus. Im Jahr 1094 wurde die Stadt von den Almoraviden erobert. Nachdem Badajoz 1168 den Mauren durch Alfons I. von Portugal, diesem aber wieder durch Ferdinand II. von León entrissen worden war, wurde es im Jahr 1230 durch Alfons IX. von León den Mauren dauerhaft abgenommen.
Als ein Schlüssel zu Portugal spielte Badajoz auch in der Neuzeit öfters eine wichtige Rolle. Es wurde 1660 vergeblich von den Portugiesen belagert. Während des Spanischen Erbfolgekrieges wurde die Stadt im Oktober 1705 von den Truppen des Marquis de Minas belagert. Die Belagerung musste am 16. Oktober aufgegeben werden, nachdem der französische Heerführer, der Marquis d’Asfeld den Einschließungsring massiv bedrängt hatte.
In Badajoz wurde am 6. Juni 1801 zwischen Spanien und Portugal Friede geschlossen. Am 31. Mai 1808 brach hier der Aufstand gegen Napoleon Bonaparte aus. Im Napoleonischen Krieg auf der Iberischen Halbinsel wurde Badajoz am 28. Januar 1811 durch 17.000 Franzosen unter Marschall Soult belagert und am 11. Februar das Kronenwerk Pardaleras durch einen Überfall genommen. Ein Entsatzheer wurde am 19. Februar an der Gebora geschlagen, woraufhin die Festung am 9. März kapitulierte. Hierauf wurde Badajoz dreimal durch die Engländer belagert. Zum ersten Mal geschah dies nach der Eroberung von Olivenza am 16. April 1811, doch musste, da Soult zum Entsatz anrückte, die Belagerung am 14. Mai aufgehoben werden; zum zweiten Mal vom 25. Mai bis 16. Juni 1811, doch ebenfalls vergebens. Vom 16. März bis 6. April 1812 fand zum dritten Mal eine Belagerung von Badajoz statt, als die französische Garnison von einem britisch-portugiesischen Heer unter Führung von Arthur Wellesley belagert und nach Verlust von etwa 5.000 Mann auf britischer Seite schließlich eingenommen und geplündert wurde.
Im spanischen Bürgerkrieg wurde nach der Schlacht von Badajoz eine nicht bekannte Anzahl von Republikanern durch die Truppen von General Franco in der alten Stierkampfarena erschossen und direkt daneben verscharrt.

## Sehenswürdigkeiten

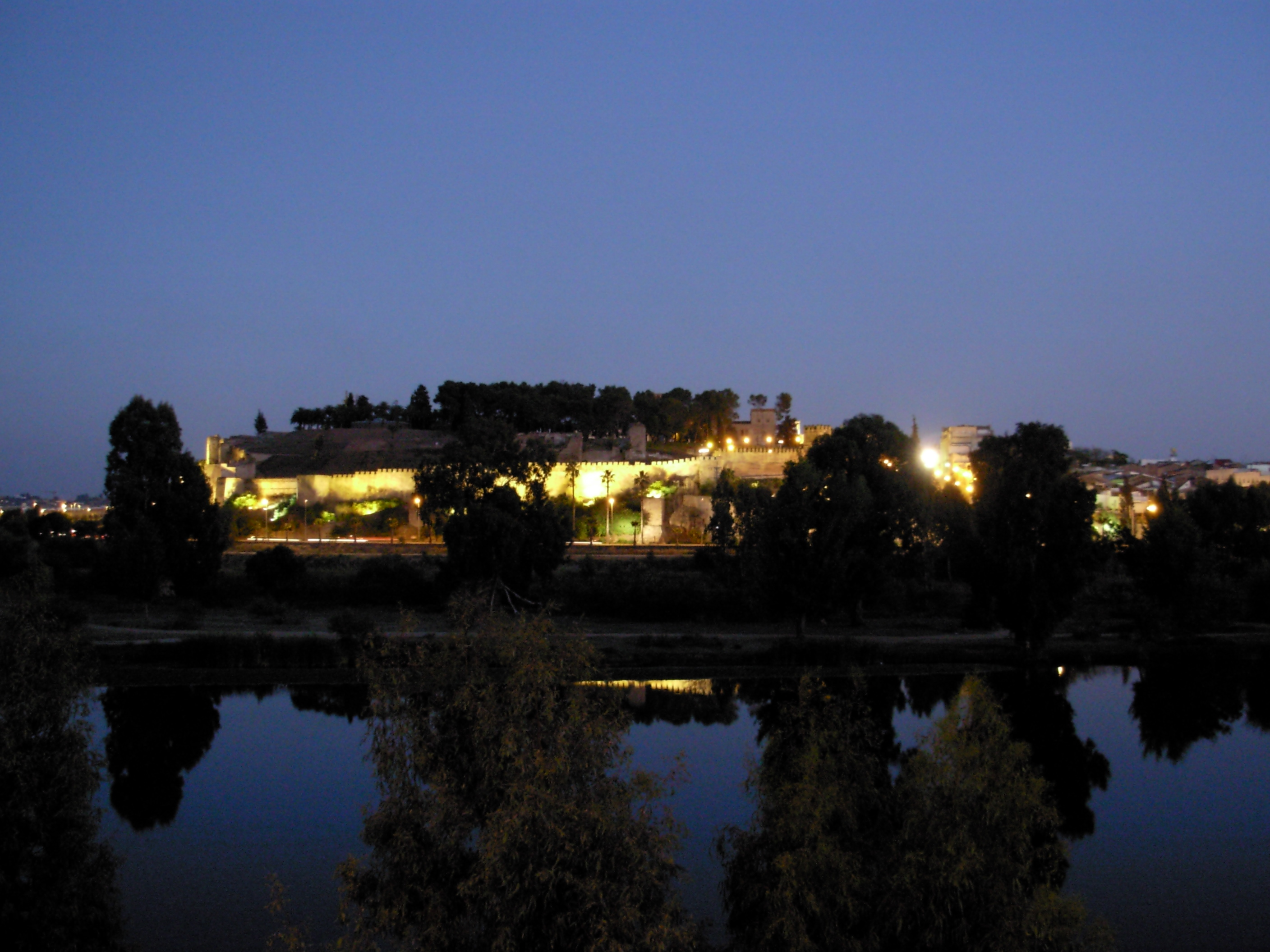
Alcazaba

Die alte Stierkampfarena an der Ronda de Pilar ist nun in ein modernes Kongresszentrum umgebaut worden, das zu Beginn des Jahres 2007 fertiggestellt wurde. Es steht im Kontrast zu den Resten der alten Stadtmauer, die sich direkt an das Gebäude anfügen. Die neue Stierkampf-Arena befindet sich nur wenige hundert Meter davon entfernt und zieht im Sommer – in der Stierkampf-Saison – viele Menschen an.
Das Stadtbild prägen noch heute eine maurische Alcazaba und eine Kathedrale im gotisch-romanischen Stil (erbaut nach der christlichen Eroberung 1230 bis ins 16. Jahrhundert).

## Veranstaltungen
Zweimal im Jahr findet die Veranstaltung Mira al Guadiana am Fluss Guadiana statt. Es werden Malwettbewerbe (Concurso de Pintura al Aire Libre) durchgeführt, wobei entweder Szenen am Fluss oder Eindrücke der Stadt auf die Leinwand gebracht werden. Die Siegerehrung findet am Ende des Tages statt. Das Sieger-Bild wird im Rathaus an der Plaza de España aufgehängt.
Am Rande der Stadt befindet sich Lusiberia, ein Freizeitbad. Neben der Anlage findet auf freiem Feld Ende Juni die Feria de San Juan statt, ein Jahrmarkt mit den üblichen Attraktionen.

## Verkehr
Badajoz liegt an der geplanten Schnellfahrstrecke Lissabon–Madrid. Dieses Projekt wurde zwar zwischenzeitlich gestoppt, aber die Strecke von Badajoz nach Plasencia wurde 2022 fertiggestellt, und seit 2024 auch die Zubringerlinien fortgesetzt. Dadurch verkürzte sich die Fahrzeit nach Madrid um 50 Minuten.

## Söhne und Töchter der Stadt
- Pedro de Alvarado (um 1486–1541), Conquistador
- Juan Vásquez (um 1500 – nach 1560), Komponist
- Luis de Moscoso (1505–1551), Conquistador
- Luis de Morales (* um 1509; † 1586), spanischer Maler
- Pedro Melo de Portugal y Villena (1733–1797), Vizekönig des Río de la Plata
- Manuel de Godoy (1767–1851), Staatsmann
- Carlos Márquez Rodríguez (1791–1878), Politiker
- Gabino Tejado y Rodríguez (1819–1891), Journalist und Schriftsteller
- Vicente Barrantes (1829–1898), Schriftsteller
- Enrique Díez-Canedo (1879–1944), Schriftsteller
- Arturo Barea (1897–1957), Schriftsteller
- Manuel Muñoz Cortés (1915–2000), Romanist, Linguist und Hispanist
- Luis Alcoriza (1918–1992), mexikanischer Filmregisseur und Drehbuchautor spanischer Herkunft
- Olga Ramos (1918–2005), Chansonsängerin
- Adelardo Rodríguez (* 1939), Fußballspieler
- Manuel De Blas (* 1941), Schauspieler
- Rosa Morena (1941–2019), Popsängerin und Schauspielerin
- María del Pilar Ayuso González (* 1942), Politikerin
- Cristina Almeida (* 1944), Rechtsanwältin und Politikerin
- Adelaida García Morales (1945–2014), Schriftstellerin
- Juancho Pérez (* 1974), Handballspieler
- Guadalupe Porras Ayuso (* 1987), Fußballschiedsrichterassistentin